# Міхал Грман
Міхал Грман (словац. Michal Grman; 30 липня 1982, м. Ліптовски Мікулаш, ЧССР) — словацький хокеїст, захисник. 
Вихованець хокейної школи ХК «32 Ліптовски Мікулаш». Виступав за ХК «32 Ліптовски Мікулаш», ХК «05 Банська Бистриця», ХК «Нітра», ХК «Острава», ХК «Простейов», МсХК «Жиліна», ХК «Кошице», ХК «46 Бардейов».
У складі національної збірної Словаччини провів 2 матчі. 
Чемпіон Словаччини (2009, 2010, 2011).